# Subadyte mjoebergi
Subadyte mjoebergi är en ringmaskart som först beskrevs av Augener 1922.  Subadyte mjoebergi ingår i släktet Subadyte och familjen Polynoidae. Inga underarter finns listade i Catalogue of Life.